# Haasinsaari
Haasinsaari är en ö i Finland. Den ligger i sjön Päijänne och i kommunen Asikkala i den ekonomiska regionen  Lahtis ekonomiska region  och landskapet Päijänne-Tavastland, i den södra delen av landet, 120 km norr om huvudstaden Helsingfors. Öns area är 25,1 hektar och dess största längd är 0,8 kilometer i öst-västlig riktning.